# Rainbow Boys
『Rainbow Boys』（レインボーボーイズ）は、2008年2月8日にリバプールより発売された、日本のオリジナルビデオ作品。小西梓美監督作品。

## キャスト
- 一男ママ：山咲トオル
- 野波龍二：未来弥
- 二階堂晃：山内秀一
- 参宮橋勇太郎：植高愛海
- 早川誠：渡航輝
- さくら：里久鳴祐果
- 奈良坂篤